# Dismember
Dismember — шведская дэт-метал-группа, сформированная в 1988 году.

## История
Первый состав группы включал в себя трех человек: Роберта Сеннебека (вокал, бас), Давида Блумквиста (гитара) и Фреда Эстбю (ударные). Группа была создана в 1988 году в Стокгольме. В этом составе группа записала только две песни: «Dismembered» и «Last Blasphemies», после чего коллектив распался. Через некоторое время Эстбю и Блумквист решили возродить Dismember вместе с вокалистом Матти Кярки (пришедшем из Blitzkrieg). В этом составе группа записала ещё одну песню («Reborn In Blasphemy»), после чего в команду вернулся Сеннебек, выступивший на этот раз в роли гитариста.
Впоследствии к группе присоединился басист Ричард Кабеса (экс-Carbonised). В начале 1991-го на Nuclear Blast был издан дэт-метал-сборник, куда вошла пара треков от Dismember. Спустя некоторое время этим же лейблом был выпущен дебютный альбом группы, Like an Ever Flowing Stream.
Росту популярности коллектива способствовали продолжительные гастроли в компании с такими известными группами, как Death и Cannibal Corpse.
Группа приняла участие в фестивале, организованном Nuclear Blast, вместе с Hypocrisy, Amorphis и Benediction. Затем в деятельности группы наступила пауза, прерванная в 1995 году выходом Massive Killing Capacity. Этот альбом стал первым релизом команды, попавшим в чарты.
Очередной перерыв в работе Dismember был связан с тем, что Матти и Ричард были заняты в сторонних проектах, таких как Unanimated, Damnation и Murder Squad. В 1997 году появился альбом Death Metal, принятый не так хорошо как его предшественники. Кабеса после этого ушёл, так что на следующих сессиях в роли бас-гитариста выступал Шарли Д’Анджело из Mercyful Fate. Hate Campaign стал последним релизом группы на Nuclear Blast.
В 2004 году на Karmageddon Records был выпущен альбом Where Ironcrosses Grow. В 2005-м Dismember снова сменили звукозаписывающую компанию, заключив контракт с Regain Records. Эта фирма выкупила права на ранние работы коллектива и переиздала их в виде дигипаков. Вскоре после этого вышел очередной студийный альбом группы The God That Never Was.
Наиболее серьёзной утратой для коллектива стал уход в апреле 2007 года барабанщика Фреда Эстбю, продюсировавшего многие работы группы и покинувшего группу по семейным обстоятельствам. В 2008 году на Regain Records вышел новый альбом группы — Dismember.
В 2011 году группа решает прекратить свою деятельность. Басист коллектива Тобиас Кристианссон выступил с соответствующим заявлением.
14 января 2019 года на сайте группы появилась информация о возрождении группы в оригинальном (впервые за 20 лет) составе и выступлении на Scandinavia Deathfest 2019.

## Состав
- Матти Кярки[англ.] — вокал (1989–2011, 2019–настоящее время)
- Давид Блумквист — соло-гитара (1990–2011, 2019–настоящее время), ритм-гитара (2003–2005), бас-гитара (1988–1990, 2005–2006)
- Роберт Сеннебек — ритм-гитара (1988–1998, 2019–настоящее время), соло-гитара (1988–1990), вокал (1988–1989)
- Ричард Кабеса[англ.] — бас-гитара (1990–1998, 2000–2004, 2019–настоящее время)
- Фред Эстбю[англ.] — ударные (1988–2007, 2019–настоящее время)

### Бывшие участники
- Йохан Бергебек — бас-гитара (2004–2005)
- Шарли Д’Анджело — бас-гитара (1998–2000)
- Магнус Сальгрен — ритм-гитара (1998–2003)
- Эрик Густафссон — бас-гитара (1988)
- Мартин Петерсон — ритм-гитара (2005–2011), бас-гитара (2005–2006)
- Тобиас Кристианссон — бас-гитара (2006–2011)
- Томас Даун — ударные (2007–2011)

## Дискография

### Демозаписи
- Dismembered (1988)
- Last Blasphemies (1989)
- Rehearsal (1989)
- Reborn in Blasphemy (1990)

### Студийные альбомы
- Like an Ever Flowing Stream (1991)
- Indecent & Obscene (1993)
- Massive Killing Capacity (1995)
- Death Metal (1997)
- Hate Campaign (2000)
- Where Ironcrosses Grow (2004)
- The God That Never Was (2006)
- Dismember (2008)

### Синглы и мини-альбомы
- «Skin Her Alive» (сингл, 1991)
- Pieces (мини-альбом, 1992)
- Casket Garden (мини-альбом, 1995)
- Misanthropic (мини-альбом, 1997)

### Видеоальбомы
- Under Bloodred Skies (DVD, 2009)
- Live Blasphemies (DVD, 2004)

### Музыкальные клипы
- «Soon to Be Dead»
- «Skinfather»
- «Dreaming in Red»
- «Casket Garden»
- «Trail of the Dead»